# 1992年のNFLドラフト
1992年のNFLドラフトは、57回目のNFLドラフト。1992年4月26日から27日までの2日間ニューヨークのタイムズスクエアにあるマリオット・マーキスで開催された。このドラフトまで各チームは12巡まで指名したが、翌年から8巡までの指名となった。
ドラフト指名順は、完全ウェーバー制で行われた。NFLワーストに終わったインディアナポリス・コルツが全体1位指名権でワシントン大学のDEスティーブ・エントマンを指名した。コルツはトレードで全体2位指名権も獲得しておりクエンティン・コリャートを指名した。
前年のハイズマン賞を受賞したデズモンド・ハワードは1巡4位で指名された。ハワードは第31回スーパーボウルでMVPに選ばれた。また1990年のハイズマン賞を受賞したタイ・デトマーは9巡で指名されNFLでは13シーズンを主に控えQBとして過ごした。
この年のドラフトでプロフットボール殿堂候補にノミネートされた選手はおらず1巡指名選手がオールプロに選ばれたのも延べ2回である。

## 指名選手

### 1巡指名選手
| 指名順位 | チーム                             | 選手名                     | ポジション | 出身大学                 |
| 1        | インディアナポリス・コルツ         | スティーブ・エントマン     | DE         | ワシントン大学           |
| 2        | インディアナポリス・コルツ         | クエンティン・コリャート   | LB         | テキサスA&M大学          |
| 3        | ロサンゼルス・ラムズ               | ショーン・ギルバート       | DT         | ピッツバーグ大学         |
| 4        | ワシントン・レッドスキンズ         | デズモンド・ハワード       | WR         | ミシガン大学             |
| 5        | グリーンベイ・パッカーズ           | テレル・バックリー         | CB         | フロリダ州立大学         |
| 6        | シンシナティ・ベンガルズ           | デビッド・クリングラー     | QB         | ヒューストン大学         |
| 7        | マイアミ・ドルフィンズ             | トロイ・ヴィンセント       | CB         | ウィスコンシン大学       |
| 8        | アトランタ・ファルコンズ           | ボブ・ホイットフィールド   | OT         | スタンフォード大学       |
| 9        | クリーブランド・ブラウンズ         | トミー・バーデル           | FB         | スタンフォード大学       |
| 10       | シアトル・シーホークス             | レイ・ロバーツ             | OT         | バージニア大学           |
| 11       | ピッツバーグ・スティーラーズ       | レオン・サーシー           | OT         | マイアミ大学             |
| 12       | マイアミ・ドルフィンズ             | マルコ・コールマン         | LB         | ジョージア工科大学       |
| 13       | ニューイングランド・ペイトリオッツ | ユージン・チャン           | OT         | バージニア工科大学       |
| 14       | ニューヨーク・ジャイアンツ         | デレック・ブラウン         | TE         | ノートルダム大学         |
| 15       | ニューヨーク・ジェッツ             | ジョニー・ミッチェル       | TE         | ネブラスカ大学           |
| 16       | ロサンゼルス・レイダース           | チェスター・マクグロクトン | DT         | クレムソン大学           |
| 17       | ダラス・カウボーイズ               | ケビン・スミス             | CB         | テキサスA&M大学          |
| 18       | サンフランシスコ・49ers            | デイナ・ホール             | S          | ワシントン大学           |
| 19       | アトランタ・ファルコンズ           | トニー・スミス             | RB         | サザンミシシッピ大学     |
| 20       | カンザスシティ・チーフス           | デイル・カーター           | CB         | テネシー大学             |
| 21       | ニューオーリンズ・セインツ         | ヴォーン・ダンバー         | RB         | インディアナ大学         |
| 22       | シカゴ・ベアーズ                   | アロンゾ・スペルマン       | DE         | オハイオ州立大学         |
| 23       | サンディエゴ・チャージャーズ       | クリス・ミムズ             | DE         | テネシー大学             |
| 24       | ダラス・カウボーイズ               | ロバート・ジョーンズ       | LB         | 東カロライナ大学         |
| 25       | デンバー・ブロンコス               | トミー・マドックス         | QB         | UCLA                     |
| 26       | デトロイト・ライオンズ             | ロバート・ポーチャー       | DE         | サウスカロライナ州立大学 |
| 27       | バッファロー・ビルズ               | ジョン・フィナ             | OT         | アリゾナ大学             |
| 28       | シンシナティ・ベンガルズ           | ダリル・ウィリアムズ       | S          | マイアミ大学             |

### 2巡指名選手
| 指名順位 | チーム                             | 選手名                   | ポジション | 出身大学                 |
| 29       | インディアナポリス・コルツ         | アシュリー・アンブローズ | CB         | ミシシッピバレー州立大学 |
| 30       | ロサンゼルス・ラムズ               | スティーブ・イスラエル   | CB         | ピッツバーグ大学         |
| 31       | シンシナティ・ベンガルズ           | カール・ピケンズ         | WR         | テネシー大学             |
| 32       | ロサンゼルス・レイダース           | グレッグ・スクレペナク   | OT         | ミシガン大学             |
| 33       | ロサンゼルス・チャージャーズ       | マルケス・ポープ         | CB         | フレズノ州立大学         |
| 34       | グリーンベイ・パッカーズ           | マーク・ドノフリオ       | LB         | ペンシルベニア州立大学   |
| 35       | ニューイングランド・ペイトリオッツ | ロッド・スミス           | CB         | ノートルダム大学         |
| 36       | ダラス・カウボーイズ               | ジミー・スミス           | WR         | ジャクソン州立大学       |
| 37       | ダラス・カウボーイズ               | ダレン・ウッドソン       | S          | アリゾナ州立大学         |
| 38       | ピッツバーグ・スティーラーズ       | レボン・カークランド     | LB         | クレムソン大学           |
| 39       | ミネソタ・バイキングス             | ロバート・ハリス         | DE         | サザン大学               |
| 40       | カンザスシティ・チーフス           | マット・ブランディン     | QB         | バージニア大学           |
| 41       | ニューヨーク・ジャイアンツ         | フィリッピ・スパークス   | CB         | アリゾナ州立大学         |
| 42       | ニューヨーク・ジェッツ             | カート・バーバー         | LB         | USC                      |
| 43       | マイアミ・ドルフィンズ             | エディー・ブレイク       | DT         | オーバーン大学           |
| 44       | タンパベイ・バッカニアーズ         | コートニー・ホーキンス   | WR         | ミシガン州立大学         |
| 45       | サンフランシスコ・49ers            | アンプ・リー             | RB         | フロリダ州立大学         |
| 46       | フェニックス・カージナルス         | トニー・サッカ           | QB         | ペンシルベニア州立大学   |
| 47       | ワシントン・レッドスキンズ         | シェーン・コリンズ       | DE         | アリゾナ州立大学         |
| 48       | フィラデルフィア・イーグルス       | サイラン・ステイシー     | RB         | アラバマ大学             |
| 49       | シカゴ・ベアーズ                   | トロイ・オーゼン         | OT         | カリフォルニア大学       |
| 50       | ヒューストン・オイラーズ           | エディー・ロビンソン     | LB         | アラバマ州立大学         |
| 51       | アトランタ・ファルコンズ           | チャック・スミス         | DE         | テネシー大学             |
| 52       | クリーブランド・ブラウンズ         | パトリック・ロウ         | WR         | サンディエゴ州立大学     |
| 53       | デトロイト・ライオンズ             | トレイシー・スクロギンズ | LB         | タルサ大学               |
| 54       | デンバー・ブロンコス               | シェーン・ドロネット     | DE         | テキサス大学             |
| 55       | バッファロー・ビルズ               | ジェームズ・パットン     | DT         | テキサス大学             |
| 56       | デトロイト・ライオンズ             | ジェイソン・ハンソン     | K          | ワシントン州立大学       |

### 3巡指名選手
| 指名順位 | チーム                             | 選手名                   | ポジション | 出身大学                 |
| 57       | ロサンゼルス・ラムズ               | マーク・ブーテ           | DT         | LSU                      |
| 58       | ダラス・カウボーイズ               | クレイトン・ホームズ     | CB         | カーソン・ニューマン大学 |
| 59       | タンパベイ・バッカニアーズ         | マーク・ホイーラー       | DT         | テキサスA&M大学          |
| 60       | ロサンゼルス・ラムズ               | トッド・キンチェン       | WR         | LSU                      |
| 61       | 1フェニックス・カージナルス        | エド・カニンガム         | C          | ワシントン大学           |
| 62       | グリーンベイ・パッカーズ           | ロバート・ブルックス     | WR         | サウスカロライナ大学     |
| 63       | サンディエゴ・チャージャーズ       | レイ・エスリッジ         | WR         | パサデナシティカレッジ   |
| 64       | ニューイングランド・ペイトリオッツ | トッド・コリンズ         | LB         | カーソン・ニューマン大学 |
| 65       | クリーブランド・ブラウンズ         | ビル・ジョンソン         | DT         | ミシガン州立大学         |
| 66       | シアトル・シーホークス             | ボブ・スピタルスキー     | LB         | セントラルフロリダ大学   |
| 67       | ピッツバーグ・スティーラーズ       | ジョエル・スティード     | DT         | コロラド大学             |
| 68       | ニューヨーク・ジェッツ             | シウペリ・マラマラ       | OT         | ワシントン大学           |
| 69       | ニューヨーク・ジャイアンツ         | アーロン・ピアース       | TE         | ワシントン大学           |
| 70       | マイアミ・ドルフィンズ             | ラリー・ウェブスター     | DT         | メリーランド大学         |
| 71       | ニューイングランド・ペイトリオッツ | ケビン・ターナー         | FB         | アラバマ大学             |
| 72       | ニューオーリンズ・セインツ         | タイロン・レゲット       | CB         | ネブラスカ大学           |
| 73       | アトランタ・ファルコンズ           | ハワード・ディンキンス   | LB         | フロリダ州立大学         |
| 74       | ワシントン・レッドスキンズ         | ポール・シーバー         | OG         | ペンシルベニア州立大学   |
| 75       | フィラデルフィア・イーグルス       | トミー・ジーター         | DT         | テキサス大学             |
| 76       | サンフランシスコ・49ers            | ブライアン・ボリンジャー | OG         | ノースカロライナ大学     |
| 77       | ヒューストン・オイラーズ           | コーリー・ハリス         | WR         | ヴァンダービルト大学     |
| 78       | クリーブランド・ブラウンズ         | ジェラルド・ディクソン   | LB         | サウスカロライナ大学     |
| 79       | タンパベイ・バッカニアーズ         | タイジ・アームストロング | TE         | ミシシッピ大学           |
| 80       | シカゴ・ベアーズ                   | ジェレミー・リンカーン   | CB         | テネシー大学             |
| 81       | デトロイト・ライオンズ             | トーマス・マクレモア     | TE         | サザン大学               |
| 82       | ダラス・カウボーイズ               | ジェームズ・ブラウン     | OT         | バージニア州立大学       |
| 83       | バッファロー・ビルズ               | キース・ゴガニアス       | LB         | ペンシルベニア州立大学   |
| 84       | シンシナティ・ベンガルズ           | レナード・ホイーラー     | S          | トロイ州立大学           |

### 4巡指名選手
| 指名順位 | チーム                             | 選手名                   | ポジション | 出身大学                         |
| 85       | インディアナポリス・コルツ         | ロドニー・カルバー       | RB         | ノートルダム大学                 |
| 86       | タンパベイ・バッカニアーズ         | クレイグ・エリクソン     | QB         | マイアミ大学                     |
| 87       | ロサンゼルス・ラムズ               | ショーン・ハーパー       | OT         | インディアナ大学                 |
| 88       | シンシナティ・ベンガルズ           | リカルド・マクドナルド   | LB         | ピッツバーグ大学                 |
| 89       | サンフランシスコ・49ers            | マーク・トーマス         | DE         | ノースカロライナ州立大学         |
| 90       | ニューイングランド・ペイトリオッツ | ディオン・ランバート     | CB         | UCLA                             |
| 91       | フェニックス・カージナルス         | ジェフ・クリスティ       | OT         | ピッツバーグ大学                 |
| 92       | フィラデルフィア・イーグルス       | トニー・ブルックス       | RB         | ノートルダム大学                 |
| 93       | ニューイングランド・ペイトリオッツ | ダレン・アンダーソン     | CB         | トレド大学                       |
| 94       | ピッツバーグ・スティーラーズ       | チャールズ・ダベンポート | WR         | ノースカロライナ州立大学         |
| 95       | ニューオーリンズ・セインツ         | ジーン・マグワイアー     | C          | ノートルダム大学                 |
| 96       | ニューヨーク・ジェッツ             | キオ・コールマン         | LB         | ミシシッピ州立大学               |
| 97       | マイアミ・ドルフィンズ             | ドワイト・ホリアー       | LB         | ノースカロライナ大学             |
| 98       | ミネソタ・バイキングス             | レイ・バーカー           | DT         | ノースカロライナ大学             |
| 99       | ニューヨーク・ジャイアンツ         | キース・ハミルトン       | DT         | ピッツバーグ大学                 |
| 100      | フェニックス・カージナルス         | マイケル・バンクストン   | DT         | サムヒューストン州立大学         |
| 101      | カンザスシティ・チーフス           | マイク・エバンズ         | DE         | ミシガン大学                     |
| 102      | フィラデルフィア・イーグルス       | ケイシー・ウェルドン     | QB         | フロリダ州立大学                 |
| 103      | グリーンベイ・パッカーズ           | エドガー・ベネット       | RB         | フロリダ州立大学                 |
| 107      | シカゴ・ベアーズ                   | ウィル・フラー           | QB         | バージニア工科大学               |
| 108      | ヒューストン・オイラーズ           | マイク・ムーニー         | OT         | ジョージア工科大学               |
| 109      | ダラス・カウボーイズ               | トミー・マイスリンスキー | OG         | テネシー大学                     |
| 110      | デンバー・ブロンコス               | チャック・ジョンソン     | OG         | テキサス大学                     |
| 111      | バッファロー・ビルズ               | フランク・ケメット       | DE         | パデュー大学                     |
| 112      | ワシントン・レッドスキンズ         | クリス・ヘイケル         | QB         | ウィリアム・アンド・メアリー大学 |

### 5巡指名以降の主な選手
| 指名順位 | チーム                             | 選手名                       | ポジション | 出身大学                 |
| 119      | グリーンベイ・パッカーズ           | デクスター・マクナブ         | FB         | フロリダ大学             |
| 125      | ミネソタ・バイキングス             | エド・マクダニエル           | LB         | クレムソン大学           |
| 132      | タンパベイ・バッカニアーズ         | サンタナ・ドットソン         | DE         | ベイラー大学             |
| 139      | バッファロー・ビルズ               | マット・ダービー             | S          | UCLA                     |
| 143      | クリーブランド・ブラウンズ         | リコ・スミス                 | WR         | コロラド大学             |
| 150      | シアトル・シーホークス             | マイケル・ベイツ             | WR         | アリゾナ大学             |
| 157      | グリーンベイ・パッカーズ           | マーク・チュムラ             | TE         | ボストンカレッジ         |
| 162      | テネシー・タイタンズ               | マリオ・ベイリー             | WR         | ワシントン大学           |
| 166      | ニューヨーク・ジェッツ             | ジェフ・ブレイク             | QB         | 東カロライナ大学         |
| 191      | マイアミ・ドルフィンズ             | デイブ・ムーア               | TE         | ピッツバーグ大学         |
| 203      | ピッツバーグ・スティーラーズ       | ダレン・ペリー               | S          | ペンシルベニア州立大学   |
| 205      | ニューイングランド・ペイトリオッツ | サム・ガッシュ               | FB         | ペンシルベニア州立大学   |
| 211      | ニューヨーク・ジャイアンツ         | ケント・グラハム             | QB         | オハイオ州立大学         |
| 216      | アトランタ・ファルコンズ           | デリック・ムーア             | RB         | ノースイースタン州立大学 |
| 220      | ヒューストン・オイラーズ           | バッキー・リチャードソン     | QB         | テキサスA&M大学          |
| 227      | ミネソタ・バイキングス             | ブラッド・ジョンソン         | QB         | フロリダ州立大学         |
| 228      | ロサンゼルス・ラムズ               | T・J・ラブリー               | QB         | タルサ大学               |
| 230      | グリーンベイ・パッカーズ           | タイ・デトマー               | QB         | BYU                      |
| 251      | バッファロー・ビルズ               | クリス・ウォルシュ           | WR         | スタンフォード大学       |
| 255      | ロサンゼルス・ラムズ               | ティム・レスター             | RB         | 東ケンタッキー大学       |
| 291      | フィラデルフィア・イーグルス       | ケンドール・ギャモン         | G          | ピッツバーグ州立大学     |
| 292      | ニューヨーク・ジャイアンツ         | ネイト・シングレトン         | WR         | グランブリング州立大学   |
| 305      | デンバー・ブロンコス               | セドリック・ティルマン       | WR         | アルコーン州立大学       |
| 311      | タンパベイ・バッカニアーズ         | クラウス・ウィルムスメイアー | P          | ルイビル大学             |
| 336      | ワシントン・レッドスキンズ         | マット・エリオット           | C          | ミシガン大学             |

### 主な指名権のトレード
タンパベイ・バッカニアーズは全体2位指名権をインディアナポリス・コルツのQBクリス・チャンドラーとトレードした。
シンシナティ・ベンガルズは全体4位指名権と3巡指名権をワシントン・レッドスキンズの2つの1巡指名権（全体6位、28位）及び3巡指名権とトレードした。
フェニックス・カージナルスは全体7位指名権をマイアミ・ドルフィンズのWRランダル・ヒルとトレードした。
ニューイングランド・ペイトリオッツは全体8位指名権をアトランタ・ファルコンズの1巡、2巡、4巡指名権とトレードした。
ミネソタ・バイキングスはハーシェル・ウォーカーを獲得するために1990年から1992年までの1巡指名権を含む多数の指名権をダラス・カウボーイズにトレードした。

### ドラフト外入団の主な選手
| チーム                       | 選手名               | ポジション | 出身大学             |
| シカゴ・ベアーズ             | ジム・シュウォンツ   | LB         | パデュー大学         |
| ダラス・カウボーイズ         | リン・エリオット     | K          | テキサス工科大学     |
| マイアミ・ドルフィンズ       | バーニー・パーマリー | RB         | ボール州立大学       |
| ミネソタ・バイキングス       | ジョン・ジェット     | P          | 東カロライナ大学     |
| ニューヨーク・ジャイアンツ   | アンソニー・リン     | RB         | テキサス工科大学     |
| サンディエゴ・チャージャーズ | アルフレッド・ププヌ | TE         | ウィーバー州立大学   |
| サンフランシスコ・49ers      | マーク・セイ         | WR         | ロングビーチ州立大学 |
| シアトル・シーホークス       | ドン・シルベストリ   | K          | ピッツバーグ大学     |
| タンパベイ・バッカニアーズ   | レスリー・シェパード | WR         | テンプル大学         |